# Крістін Скотт Томас
Крістін Скотт Томас (англ. Kristin Scott Thomas) (нар. 24 травня 1960) — англійсько-французька акторка театру та кіно, кінорежисерка та сценаристка.

## Життєпис
Народилась у Редруті, графство Корнуол, Англія. Її мати Дебора виховувалась у Гонконгу і Африці, вивчала драму до шлюбу з лейтенантом Саймоном Скоттом Томасом, пілотом авіації Королівського військово-морського флоту Великої Британії, який загинув в авіакатастрофі, коли Крістін було п'ять років. Вона є старшою сестрою акторки Серени Скотт Томас, племінницею адмірала сера Річарда Томаса і пра-праплемінницею дослідника Роберта Фолкона Скотта.
Скотт Томас виховувалась як католичка. Дитинство провела у Тренті, графство Дорсет, Англія. Через 6 років після смерті батька її мати одружилася з пілотом Королівського військово-морського флоту Великої Британії (теж загинув у авіакатастрофі). Крістін отримала освіту у The Cheltenham Ladies' College та Leweston School у Шерборні, Дорсет. Після закінчення школи переїхала до Гемпстеду, Лондон, де працювала в універмазі. Потім розпочала навчання, щоб стати викладачкою драми у Central School of Speech and Drama. Коли їй сказали, що з неї ніколи не вийде хорошої акторки, вона покинула це навчання і у 19 років переїхала працювати Au pair до Парижу. Вільно володіючи французькою, вивчала акторську майстерність у École nationale supérieure des arts et techniques du théâtre в Парижі. 
У 25 років, після закінчення навчання, отримала роль у фільмі Під вишневим місяцем (1986), втіливши Мері Шарон, французьку спадкоємицю, разом із Prince.

## Особисте життя
У шлюбі з гінекологом Франсуа Олівіннес народила трьох дітей: Ганна (1988), Джозеф (1991), та Джордж (2000).
Під час появи у п'єсі Три сестри Чехова у 2003 році почала стосунки з англійським актором Тобіасом Мензісом, розлучилася з чоловіком.
Визнана Ґардіан однією із 50-ти найкраще одягнених жінок старше 50 років у березні 2013 року.

## Фільмографія
| Рік  | Назва                                    | Роль                        |
| ---- | ---------------------------------------- | --------------------------- |
| 1984 | Mistral's Daughter                       | Ненсі                       |
| 1985 | Charly                                   |                             |
| 1986 | Under the Cherry Moon                    | Мері Шарон                  |
| 1987 | Сентиментальний агент                    | Джулі                       |
| 1988 | Lounge Chair                             | Марі                        |
| 1988 | A Handful of Dust                        | Бренда Ласт                 |
| 1988 | The Tenth Man                            | Тереза                      |
| 1989 | Bille en tête                            | Клара                       |
| 1989 | Bille en tête                            | Катя                        |
| 1990 | Le bal du gouverneur                     | Марі Форестьєр              |
| 1990 | Spymaker: The Secret Life of Ian Fleming | Леда Сент Ґабріель          |
| 1991 | Mio caro dottor Gräsler                  | Сабіна                      |
| 1992 | Bitter Moon                              | Фіона                       |
| 1994 | An Unforgettable Summer                  | Марія-Тереза Фон Дебреці    |
| 1994 | Чотири весілля і похорон                 | Фіона                       |
| 1994 | The Confessional                         | Асистентка Альфреда Гічкока |
| 1995 | En mai, fais ce qu'il te plaît           | Мартіна                     |
| 1995 | Les Milles                               | Марі-Жан Купер              |
| 1995 | Richard III                              | Леді Анн                    |
| 1995 | Angels & Insects                         | Метті Кромптон              |
| 1996 | Microcosmos                              |                             |
| 1996 | Англійський пацієнт                      | Кетрін Кліфтон              |
| 1996 | Місія нездійсненна                       | Сара Дейвіс                 |
| 1996 | The Pompatus of Love                     | Керолайн                    |
| 1997 | Amour et confusions                      | Сара                        |
| 1998 | Souvenir                                 | Анн                         |
| 1998 | Sweet Revenge                            | Імоджен Стекстон-Біллінг    |
| 1998 | Заклинатель коней                        | Ені МакЛін                  |
| 1999 | Random Hearts                            | Кей Шендлер                 |
| 2000 | Up at the Villa                          | Мері Пентон                 |
| 2001 | Life as a House                          | Робін Монро                 |
| 2001 | Gosford Park                             | Сільвія МакКордл            |
| 2004 | Arsène Lupin                             | Жозефін                     |
| 2005 | Man to Man                               | Елена Ван Ден Енде          |
| 2005 | Chromophobia                             | Іона Ейлесбері              |
| 2005 | Keeping Mum                              | Ґлорія Ґудфеллов            |
| 2006 | Дублер                                   | Крістін Левасер             |
| 2007 | Не кажи нікому                           | Елен Перкінс                |
| 2007 | Ескорт для дам                           | Лінн Локнер                 |
| 2007 | Золотий компас                           | Стельмарія                  |
| 2008 | Я так давно тебе кохаю                   | Жюльетта Фонтен             |
| 2008 | Ще одна з роду Болейн                    | леді Елізабет Болейн        |
| 2008 | Легка поведінка                          | Місіс Вероніка Віттекер     |
| 2008 | Ларго Вінч: Початок                      | Енн Фергюсон                |
| 2009 | Зізнання шопоголіка                      | Алетт Нейлор                |
| 2009 | Leaving                                  | Сьюзен                      |
| 2009 | Стати Джоном Ленноном                    | Мімі Сміт                   |
| 2010 | Love Crime                               | Крістін                     |
| 2010 | Sarah's Key                              | Джулія Джармонд             |
| 2011 | The Woman in the Fifth                   | Маргіт Кадар                |
| 2011 | Риба моєї мрії                           | Патриція Максвелл           |
| 2012 | Любий друг                               | Вірджині Руссет             |
| 2012 | У будинку                                | Жан Жермейн                 |
| 2013 | Лише Бог прощає                          | Крістал                     |
| 2013 | Невидима жінка                           | Кетрін Тернан               |
| 2013 | Before the Winter Chill                  | Люсі                        |
| 2014 | Suite Française                          | мадам Анґельєр              |
| 2014 | My Old Lady                              | Хлоя Жерар                  |
| 2015 | The Kitchen Boy                          | Александра Романов          |
| 2017 | Вечірка                                  |                             |
| 2017 | Темні часи                               | Клементина Черчілль         |
| 2018 | Розкрадачка гробниць: Лара Крофт         | Ана Міллер                  |
| 2020 | Ребекка                                  | місіс Денверс               |
| 2023 | Весілля моєї мами                        | Діана                       |

## Нагороди і номінації

### Нагороди
- 1994 — Премія «BAFTA» — найкраща жіноча роль другого плану в фільмі «Чотири весілля і один похорон»

### Номінації
- 1986 — Премія «Золота малина» — «найгірша акторка другого плану» та «найгірша нова зірка» — Under The Cherry Moon
- 1997 — Премія «Оскар» — найкраща жіноча роль, за фільм «Англійський пацієнт»
- 1997 — Премія «BAFTA» — найкраща жіноча роль у фільмі «Англійський пацієнт»
- 1997 — Премія «Золотий глобус» — найкраща жіноча роль в драматичному фільмі («Англійський пацієнт»)
- 2009 — Премія «Золотий глобус» — найкраща жіноча роль в драматичному фільмі («Я так давно тебе кохаю»)
- 2009 — Премія «BAFTA» — найкраща жіноча роль у фільмі «Я так давно тебе кохаю»
- 2010 — Премія «BAFTA» — найкраща жіноча роль другого плану в фільмі «Стати Джоном Ленноном»
- 2010 — Премія «Сезар» — найкраща акторка в фільмі «Leaving»

### Державні нагороди
- 2003 — Орден Британської імперії
- 2005 — Орден Почесного легіону